# GFK Sloven Ruma
GFK Sloven srbijanski je nogometni klub iz Rume, Srijem, Vojvodina.

U sezoni 2024./25. natječe se u Prvoj ligi Srbije, drugom rangu srpskog nogometnog sustava.

## Povijest
Klub je osnovan 1924. godine.
Od 1959. do 1977. Sloven je 18 godina bez prekida igrao u trećem rangu jugoslavenskog nogometa, Vojvođanskoj ligi, odnosno sjevernoj skupini Srpske lige.
Sloven se najbliže plasmanu u savezno natjecanje približio u sezoni 1965./66. Sloven je na kraju sezone bio izjednačen na vrhu ljestvice s FK Crvenka s 43 boda. Ipak, zbog nešto bolje gol-razlike Crvenka je zauzela prvo mjesto i tako se izravno plasirala u Drugu saveznu ligu – Istok. Crvenka je nekoliko sezona kasnije stigla do Prve lige, a Sloven se sa solidnim uspjehom natjecao u trećem rangu sve do 1977., ali nikad nije ponovio rezultat iz 1966.
Nakon nekoliko godina igranja u četvrtom rangu (Sremska okružna liga i Vojvođanska zonska liga), Sloven je u sezoni 1995./96. ponovno stigao do trećeg ranga kao član Srpske lige Vojvodine. Nakon pet natjecateljskih sezona s osrednjim rezultatima ispada u Vojvođansku ligu.
Sloven se posljednji put vratio u Srpsku ligu u sezoni 2007./08. Nakon osvojenog visokog petog mjesta, sljedeće sezone 2008./09. završio je kao posljednja momčad te je ispao u Vojvođansku ligu te nakon samo godinu dana u Regionalnu ligu Sremska Mitrovica. Sloven je više od desetljeća proveo igrajući u Regionalnoj ligi, a u jednoj sezoni ispao je i u tamošnju međuopćinsku ligu (šesti rang natjecanja u Srbiji).
Tijekom 2020. godine krenuo je rezultatski oporavak kluba. Sloven je na kraju sezone 2021./22. osvojio prvo mjesto u Regionalnoj nogometnoj ligi Srem i plasirao se u Vojvođansku ligu Jug, odakle se nakon samo jedne sezone vratio u Srpsku ligu Vojvodina.
U sezoni 2023./24. Sloven je zauzeo drugo mjesto na tablici Srpske lige Vojvodina, iza Železničara iz Inđije. Administrativnim propustom kluba iz Inđije na njihovo mjesto dolazi Sloven i tako po prvi put u povijesti kluba osigurava nastup u saveznoj razini, Prvoj ligi Srbije.

## Vanjske poveznice
- Službene stranice kluba
- Profil na srbijasport.net